# Georgi Sergejewitsch Surkow
Georgi Sergejewitsch Surkow (russisch Георгий Сергеевич Сурков; * 7. Januar 1990 in Leningrad) ist ein russischer Biathlet.
Surkow gab sein internationales Debüt im Rahmen der Sommerbiathlon-Weltmeisterschaften 2013 in Forni Avoltri. Im Sprint schoss er drei Fehler und wurde 27., mit sechs Fehlern im darauf basierenden Verfolgungsrennen verbesserte er sich bis auf den 24. Rang, wobei er auch vom Verzicht mehrerer Starter profitierte. Damit war er der schlechteste russische Teilnehmer der Meisterschaft in einem ungewohnt schwachen russischen Team.